# Konrad Schott von Schottenstein
Konrad Schott von Schottenstein († 8. Januar 1526) war markgräflicher Amtmann von Streitberg mit Sitz auf Burg Streitberg. Er stand in Kontakt mit Götz von Berlichingen und Hans Thomas von Absberg. Möglicherweise diente Schott als Vorbild für den bekannten Stich „Ritter, Tod und Teufel“ von Albrecht Dürer.

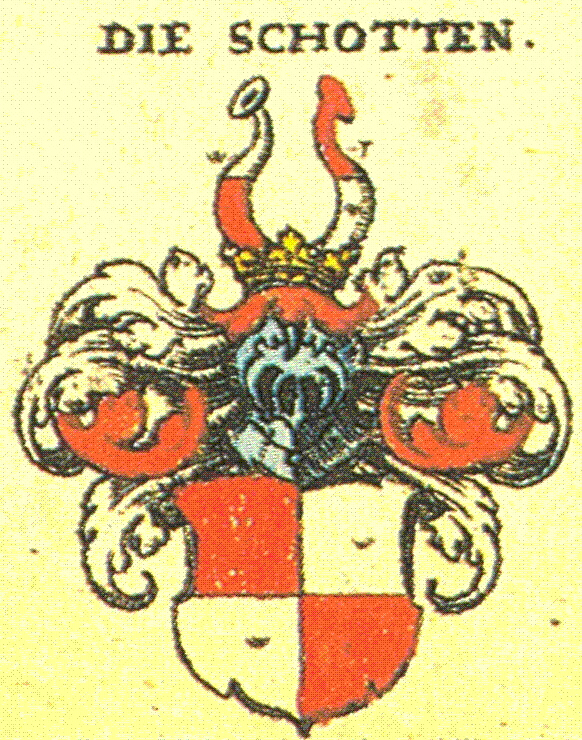
Wappen der Familie Schott von Schottenstein aus Siebmachers Wappenbuch

## Name und Herkunft
Konrad Schott von Schottenstein wurde auch als „Conz“ oder „Cunz“ bezeichnet. Eine Verkürzung seines Nachnamens ist „Schott“. Er selbst signierte Briefe mit „Konrat Schott“. Die Familie der Schott von Schottenstein war ein altes, reichsfreies, fränkisches Rittergeschlecht. Der namensgebende Stammsitz Schottenstein ist heute ein Teil der Gemeinde Itzgrund im oberfränkischen Landkreis Coburg.
Sein Vater Lutz war Amtmann auf dem Hinterfrankenberg (siehe Schloss Frankenberg), bis dieser Ansitz 1462 zerstört wurde. 1464 erwarb er Burg Hornberg vom Bistum Speyer. Conz ist vermutlich auf dem Hinterfrankenberg aufgewachsen. Er heiratete Dorothea von Absberg, deren Familie Vorderfrankenberg bewohnte. Urkundlich nachweisbar ist er erstmals auf Burg Hornberg. Als sein Vater den Hornberg verlassen musste, bezog die Familie einen Amtssitz in Lichtenfels.

## Das Leben des Konrad Schott von Schottenstein

### Niedergehende Ritterschaft und Raubrittertum
Wegen der von ihm verübten Grausamkeiten galt er seinen Zeitgenossen als „Seellos Mann“ und wurde gern mit Titeln wie „besonders wilder Gesell, ungemein bösartig, händelsüchtig und rauflustig“ geschmückt. Helgard Ulmschneider hält ihn gar für „eine der Säulen des fränkischen Heckenreitertums“. Konrad Schott und Götz von Berlichingen lernten sich schon in jungen Jahren kennen und waren zunächst befreundete Weggefährten. So verfolgten beide 1504 im Spessart – vergeblich – eine Reitergruppe, weil „Herr Schott des Pfalzgrafen Feind werden wollte“, doch „er war ein fauler Reiter“. Im Zuge der Nürnberger Fehde 1512 ist ein erfolgloser Scheinkauf des Berlichingschen Besitzes durch Konrad Schott bekannt, um diesen vor einem kaiserlichen Mandat zu retten.

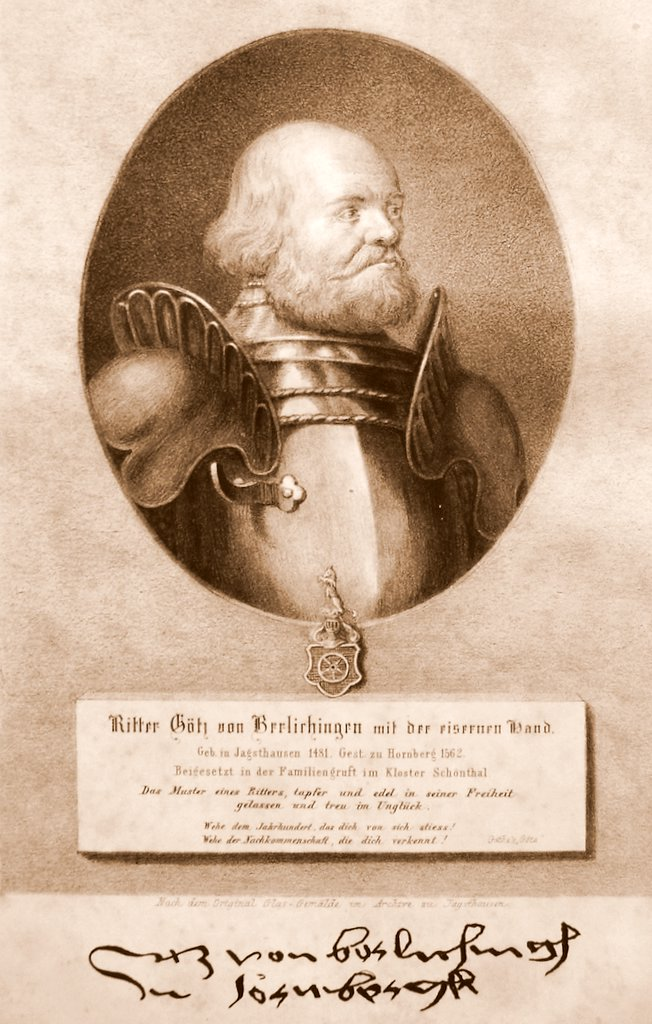
Porträt des Götz von Berlichingen

Etliche Jahre nach 1469, als Georg von Rosenberg die Reichsstadt Hall befehdet hatte, ging Konrad ihn um Rat an. Die Stadt hatte die Burg Maienfels zerstört, an der sein Vater einen Ganerbanteil besaß. Um Rat gefragt, ob er Hall befehden solle, antwortete ihm Rosenberg „er rath dis nit; ime sein seine eyssin, die er in iren staigen abgeritten hab, von den vonn Hall nit bezalt worden. … Also ist herr Conradt Schott von seinem furnemmen abgestanden“.
Inwieweit das Treiben des Konrad Schott tatsächlich so verwerflich war, wie über Jahrhunderte dargestellt, ist zumindest zweifelhaft. Die Reichsritterschaft hatte es in jener Zeit sehr schwer, ihren Status zu halten und sich wirtschaftlich zu behaupten. Einerseits wurde sie vom Kaiser kaum noch benötigt, anderseits störten sich die Landesherren an den reichsunmittelbaren Ritterschaften. Zudem gerieten die Reichsritter gegenüber dem aufstrebenden städtischen Bürgertum immer mehr in Wirtschafts- und Bildungsnachteil und zunehmend in erbitterte Feindschaft, u. a. wegen des Festhaltens der Reichsritter an ihrem letzten verbliebenen bedeutsamen Privileg, dem Recht zur Fehde.
Letztlich dürften sich die Taten von Konrad und Götz kaum unterschieden haben. Nur hatte Götz die Gelegenheit, seine Biografie zu diktieren und zu überliefern, wodurch Goethe ihn historisch ausgesprochen ungenau idealisierte und ihm so zu Weltruhm verhalf. Hingegen ist unsere heutige Sicht auf Konrad vorwiegend von der bürgerlichen Propaganda („Raubritter“) gegen adelige Reichsritter geprägt.

### Konrad und Wilwolt von Schaumberg
In den „Geschichten und Taten des Wilwolt von Schaumberg“ erfährt man, dass in einer blutigen Fehde zwischen den beiden Familien Schott und Schaumberg Wilwolt und seine Leute einst Konrad niedergeworfen haben und „für tot liegen lassen“. Seit diesem Treffen soll er eine lebenslange Narbe im Gesicht davongetragen haben. Konrad seinerseits habe wiederum dem Wilwolt von Schaumberg einen Hinterhalt gelegt und ihn gefangen genommen. Diese unrühmliche Tat, für die 1485 die Reichsacht über ihn verhängt wurde, habe er vor dem Herzog Albrecht von Sachsen zu verteidigen versucht. Doch sei sein Rechtfertigungsversuch misslungen und er habe keine Freunde mehr gehabt. Konrad habe, um der gegen ihn bestehenden Erklärung der Reichsacht und der damit verbundenen intensiven Verfolgung zu entgehen, den Wilwolt schließlich frei lassen müssen, ohne daran weitere Bedingungen verknüpft zu haben.

### Ganerbenburg Rothenberg
1492 wurden Konrad und sein Vetter Veit mit Hellingen belehnt, das sein Neffe Hans wohl erst im Jahr 1515 zu einer Wasserburg ausgebaut hatte. 1497 wählten 44 Ganerben der Ganerbenburg Rothenberg aus fränkischen Ritterfamilien Konrad Schott zu ihrem Burggrafen. Von dort konnte man die Reichsstadt Nürnberg innerhalb von drei Stunden erreichen. Die mächtige Stadt vermochte es nicht, den Rothenberg jemals zu erobern. 1499 kam es zwischen Konrad und der Stadt Nürnberg zu einer äußerst heftigen und sehr blutig ausgetragenen Fehde. Trotz ihrer Interventionen am Kaiserhof blieb die Stadt letztlich als Verlierer zurück. Die Fehde wurde förmlich beigelegt, doch Schotts Helfershelfer setzten sie gegen eine weitgehend ohnmächtige Stadt fort, die ihre missliche Lage ihm anlastete. Konrad aber schloss nach der Leistung einer Urfehde mit dem Markgrafen von Brandenburg Friedrich 1501 einen Dienstvertrag ab. Im Landshuter Erbfolgekrieg von 1504 kämpften Konrad und die Stadt Nürnberg gemeinsam auf kaiserlicher Seite. Wegen seiner Verdienste in diesem Krieg wurde er zum Ritter geschlagen. Damit bekam Konrad aber wieder Streitigkeiten mit der Stadt Nürnberg. Die Stadt habe ihm angeblich seinen Anteil an der Kriegsbeute vorenthalten. Auf seine Forderungen wollte die Stadt zunächst nicht eingehen. In einem durch den Würzburger Bischof Lorenz von Bibra vermittelten Vergleich musste Willibald Pirckheimer als Unterhändler der Stadt ihm schließlich eine Entschädigung von 600 Gulden zugestehen.

### Fehde gegen den Pfalzgrafen Philipp

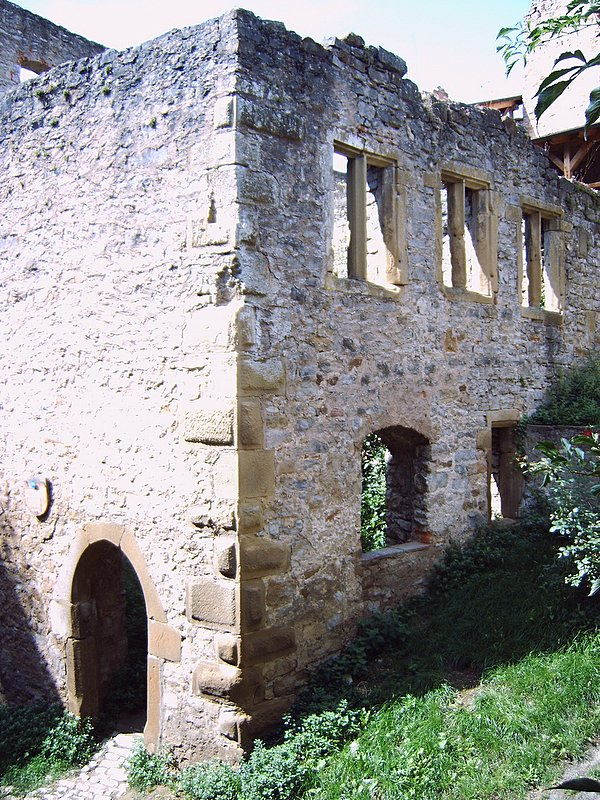
Von Konrad Schott um 1510 errichteter Palas auf Burg Hornberg, der einen Vorgängerbau ersetzte.

Schon im Jahr 1504 erklärte Konrad dem Pfalzgrafen Philipp
wegen des der Familie einst entzogenen Hornbergs die Fehde. Zwar sorgte der Pfalzgraf dafür, dass der Kaiser über Konrad erneut die Acht verhängte, doch half dies dem Pfalzgrafen keineswegs. Es gelang Konrad in diesem Jahr, die von seinem Vater Lutz Schott von Schottenstein 1464 erworbenen und 1474 an Pfalzgraf Friedrich I. (dem Siegreichen) militärisch verlorenen zwei Burgen Hornberg (Duo Castra Horimberch) mit Freunden (60 Reitern) wieder zurückzuerobern. Nach der Rückeroberung entfaltete sich ein Rechtsstreit mit dem Pfalzgrafen, der sich auf dem Rechtsweg zu wehren suchte. Doch gewann Konrad in beiden Instanzen. In letzterer (27. Mai 1505 in Enßisheim durch Obmann Ritter Hans Imber von Gilgenberg) wurde ihm sogar eine vom Pfalzgrafen zu zahlende Entschädigung von 1300 rheinischen Gulden dafür zugesprochen, dass sie den legalen Schottschen Familienbesitz lange Zeit vereinnahmt und abgenützt hatten. Konrad kam also die Niederlage des Pfalzgrafen im Landshuter Erbfolgekrieg zu Hilfe.

### Ausbau von Burg Hornberg
Mit der Entschädigung entfaltete Konrad Schott eine rege Bautätigkeit auf Hornberg. Ein neuer Palas entstand und die Vereinigung der beiden Burgen durch eine mächtige Umfassungsmauer zur Burg Hornberg wurde vollzogen. 1512 wurde das väterliche Erblehen in ein Mannlehen umgewandelt; Konrad wurde mit der Burg Hornberg belehnt. Sein neuer Dienstherr wurde jetzt Herzog Ulrich von Württemberg, bei dessen Hochzeit 1511 er mit vielen anderen Adligen die Aufwartung machte.

### Auseinandersetzung mit Graf Reinhard von Hanau-Münzenberg
Das Württembergische Jahrbuch für Statistik und Landeskunde berichtet, dass am 12. Dezember 1507 in der zweiten Stunde der Nacht „Herr Konrad Schott mit einer merklichen Summe zu Roß und Fuß ‚auf sei’, ohne daß man wisse, wohin er wolle“. Am Dienstag darauf (Dienstag nach St. Luciä, dem 14. Dezember) schrieb der Obervogt, es sei eine „Entpörung“ gewesen, „man habe zu Langenburg und an andern Orten schießen hören“. Im Jahr 1511 kam es zu einer Irrung zwischen Konrad Schott und Reinhard IV. von Hanau-Münzenberg. Konrad meldete aus unbekannten Gründen seinen Anspruch auf die Amtmannstelle auf Burg Schwarzenfels zwischen Spessart und Rhön an. Durch die Vermittlung des Neithart von Thüngen auf Sodenberg und des Grafen Michael von Wertheim kam es zum Vergleich. Konrad erhielt eine Entschädigung von 300 Gulden und musste dafür die nächsten vier Jahre dem Grafen seine Dienste anbieten. Auf dem Rittertag im September 1515 in Windsheim wurde ein Brief des Pfalzgrafen verlesen. Darin teilte er mit, die (soeben geschehene) Niederwerfung des Konrad Schott sei „ohn sein Wissen“ erfolgt. Er sei, nachdem er die Sache des Stephan von Venningen in Heidelberg verhandelt hatte, beim Wegreiten niedergeworfen worden. Da er Lehensnehmer des Domstift in Speyer war, befasste man sich dort im März 1515 mit dem Vorfall.

### Verkauf der Burg Hornberg an Götz von Berlichingen

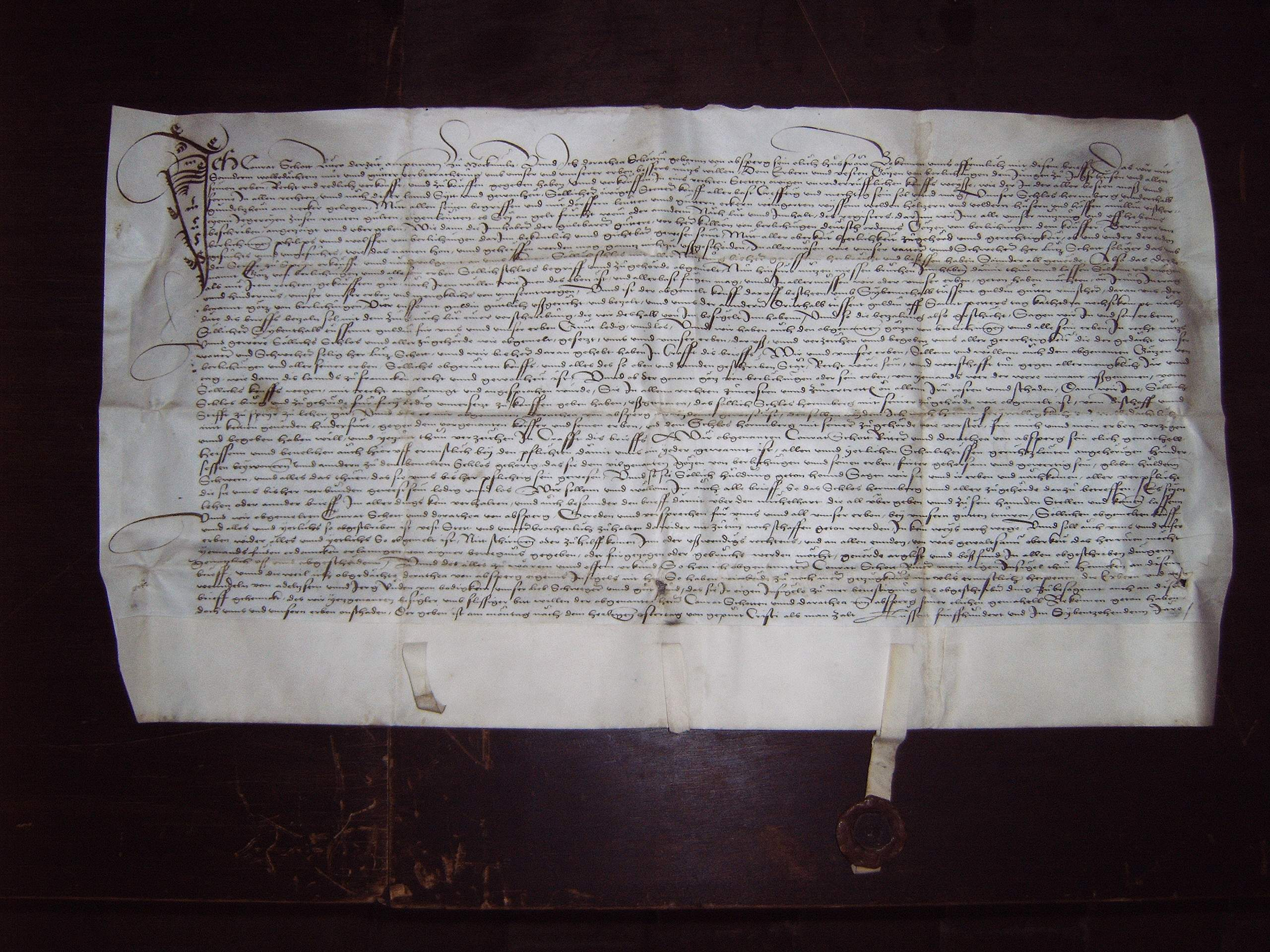
Götzens Kaufbrief über Burg Hornberg

Konrad Schott verkaufte am Ostersonntag, den 13. April 1517, die Burg Hornberg an Götz von Berlichingen. Dieser zahlte 4000 Gulden sofort und sollte 2500 Gulden auf Petri Stuhlfeier, einschließlich Zinsen, ein Jahr später zahlen. Zwischenzeitlich erklärte sich aber Götz dem Pfalzgrafen gegenüber bereit, dessen Fehde zu übernehmen, die dieser gegen Konrad Schott soeben (1518) erklärt hatte. Konrad habe seinen Gefolgsmann Georg Rüdt von Bödigheim auf dessen Heimreise gefangen nehmen lassen, als er bei Konrad eine Schuld seines Vaters beglichen hatte. Die Übernahme dieser Fehde wurde Götz innerhalb der fränkischen Ritterschaft ziemlich verübelt. Zweimal entging Götz selbst knapp der Gefangennahme durch Konrad: einmal bei der Übergabe der letzten Kaufrate von 2500 Gulden an Konrads Frau Dorothea, geborene von Absberg, in Schweinfurt – man hatte Götz gewarnt, und so entfloh er durch das einzige von Konrads Häschern nicht bewachte Stadttor –, das andere Mal bei seinem missglückten Versuch, bei Markt Marktbergel mit unterlegenen Kräften seinerseits Konrad gefangen zu nehmen. Schließlich gelang es Götz, den Veit Schott, der Eigentümer der Wasserburg Eichelsdorf bei Hofheim in Unterfranken war, gefangenzusetzen. Veit Schott war jedoch kein naher Verwandter Konrads.

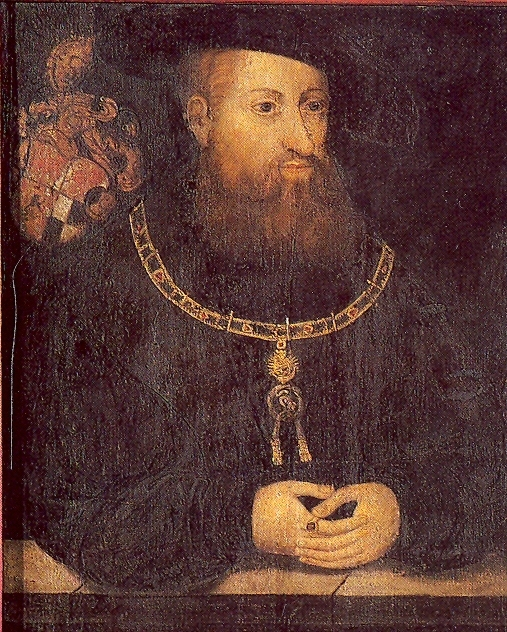
Markgraf Kasimir

### Konrad als markgräflicher Amtmann von Streitberg
Konrad Schott, der wenigstens seit 1512 das Amt Möckmühl innehatte, wurde nun Amtmann des Markgrafen von Brandenburg Kasimir auf dem Streitberg bei Forchheim. Die Verleihung des Amtes mag mit einer Geldleihe Konrads an den Markgrafen von 10000 Gulden zusammenhängen.

### Strafexpedition des Schwäbischen Bundes 1523
Am Fuß des Streitbergs kam im Sommer 1523 die Kriegsschar des Schwäbischen Bunds auf ihrer Strafexpedition durch Franken vorbei, bei dem 23 „Raubritternester“ niedergelegt wurden (siehe dazu Wandereisen-Holzschnitte von 1523). Ziel des Bundes war die Zerstörung der Burgen, die Hans Thomas von Absberg unterstützten. Weil um 1519 sein als „Händeabhacker“ verfemter Schwager Hans Thomas von Absberg oft bei ihm gewesen war, stand Konrad selbst unter starkem Verdacht. Davon suchte er sich zu befreien, indem er schließlich seinem Schwager die Aufnahme verweigerte. Konrad hatte sich purgieren (reinigen) können. Dennoch kam es zu einem kleinen Zwischenfall, als ein Landsknecht in seinem Fischkasten fischte. Auf ihn feuerte er einen Schuss ab und legte ihn anschließend in Eisen. Dieses Vorkommnis hatte eine Verhandlung mit einem Unterhändler der Stadt Nürnberg zur Folge. Trotz der angespannten Lage war der Konflikt jedoch nicht eskaliert.

### Lebensende
1525 beschwerte sich Konrad Schott beim Markgrafen Kasimir, weil er nicht zum Krieg gegen die Bauern gerufen worden sei.; er wollte wissen, ob dies aus Gnade oder aus Ungnade geschehen sei. Selbst könne er zwar nicht kommen, weil er schwach sei, aber er könne seinen Vetter schicken, der gerade anwesend sei. Ende 1525 begab er sich in den Heilsbronner Hof in Nürnberg, ein exemtes markgräfliches Gebiet innerhalb der Stadt. Dort starb er am 8. Januar 1526. Seine Rüstung gelangte ins Nürnberger Zeughaus und wurde später während der Phase der Säkularisation von den Grafen von Erbach gekauft, die sie bis etwa 1930 zusammen mit einem Richtschwert, mit dem Konrad geköpft worden sein soll, in ihrem Schloss ausstellten. Danach wurde die Rüstung nach Übersee verkauft.

## Legenden
Wegen Konrad Schotts am Nürnberger Ratsherrn Wilhelm Derrer verübten Grausamkeit und wegen der Niederbrennung Steins bei Nürnberg, bei der die Toten mit Pfeilen verhöhnt wurden, auf denen stand „In einen von Nürnberg“, lief eine Propagandaschlacht an. Ein gegen ihn gerichtetes Hassgedicht wünschte ihm den Tod auf dem Rad (Liliencron).
Es mag diese allgemein hervorgerufene Stimmung gewesen sein, die zur Legende führte, Konrad Schott sei im Jahr 1523, als der Rachefeldzug des Schwäbischen Bundes stattfand, durch den Markgrafen nach Cadolzburg befohlen worden. Von der Szene beim Markgraf wird berichtet, dass er gesagt haben solle „Es ist besser, du stirbst, als daß meine armen Leute ruiniret werden, worauf er bey Nacht niederknien und seinen Kopf hergeben müssen.“ Durch spätere schriftliche Zeugnisse ist dies als Legende widerlegt. Dennoch hält sie sich unausrottbar hartnäckig bis zum heutigen Tag.
Auch soll er einmal einen Nürnberger Kaufmann überfallen und beraubt haben, der Werke des Künstlers Albrecht Dürer mit sich geführt haben soll, um sie auf der Messe in Frankfurt zu verkaufen.
Ihm wird auch nachgesagt, er sei als Raubritter auf der „Bierpanscherburg“ Stockenfels am Regen gesessen. Diese Burg wurde zusammen mit Schloss Fischbach aber erst um 1560 von Hans Schott, einem Sohn seines Neffen Hans Schott zu Hellingen, gekauft. Der Enkel Hans-Konrad Schott verkaufte – wohl aus wirtschaftlichen Gründen, denn er hatte 18 Kinder – Burg Stockenfels im Jahr 1617 an die Grafen Dohna.